# Inge Meysel

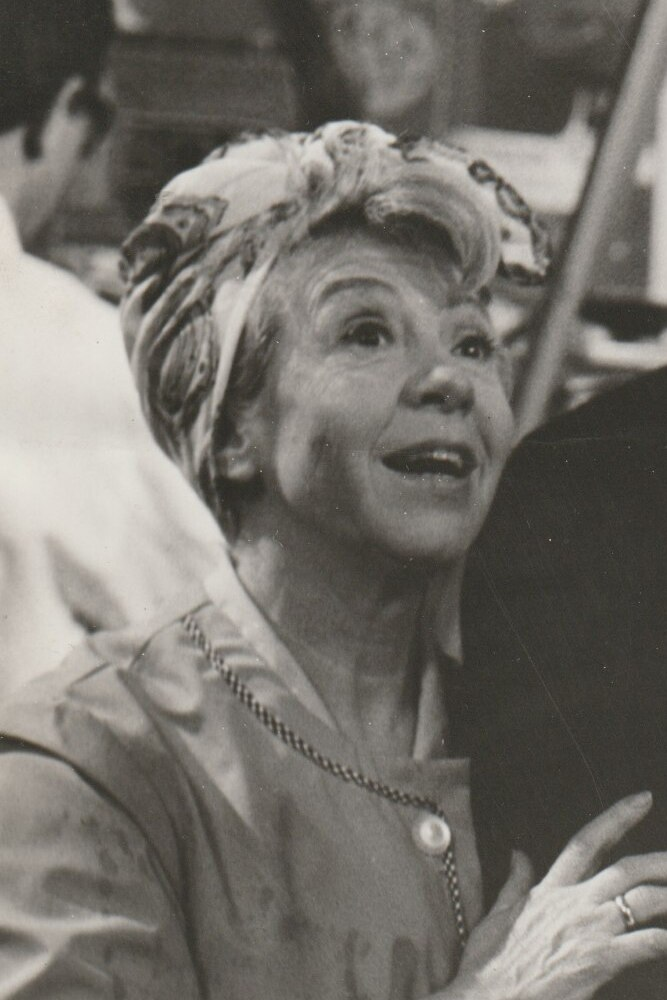
Inge Meysel bei Dreharbeiten von Die Unverbesserlichen (1964)

Ingeborg Charlotte „Inge“ Meysel (* 30. Mai 1910 in Rixdorf; † 10. Juli 2004 in Seevetal) war eine deutsche Schauspielerin und Hörspielsprecherin.

## Leben

### Herkunft und Familie
Die Tochter des deutschen jüdischen Kaufmanns Julius Meysel und seiner Frau Margarete Hansen, deren Vater aus Dänemark stammte, wurde unehelich geboren, durch Heirat ihrer Eltern und Adoption durch ihren leiblichen Vater jedoch legitimiert. Sie wuchs in Berlin zusammen mit ihrem fünf Jahre jüngeren Bruder Harry auf. Sie beendete mit siebzehn Jahren vorzeitig die Schule und begann 1930 ihre Theaterkarriere in Zwickau, Berlin und Leipzig.
1942 starb ihr neugeborenes Baby kurze Zeit nach der Geburt im Brutkasten. Sie war zweimal verheiratet. Ihr erster Ehemann war der Schauspieler Helmuth Rudolph, in zweiter Ehe war sie mit dem Regisseur John Olden verheiratet.
Inge Meysels Vater wurde während des Dritten Reiches enteignet und überlebte die Zeit bis 1945 in einem Kellerversteck, nachdem er durch Glück einem Deportationsversuch entgangen war: Reinhard Heydrich persönlich hatte seine Freilassung als Kriegsversehrter des Ersten Weltkrieges angeordnet.

### Theater

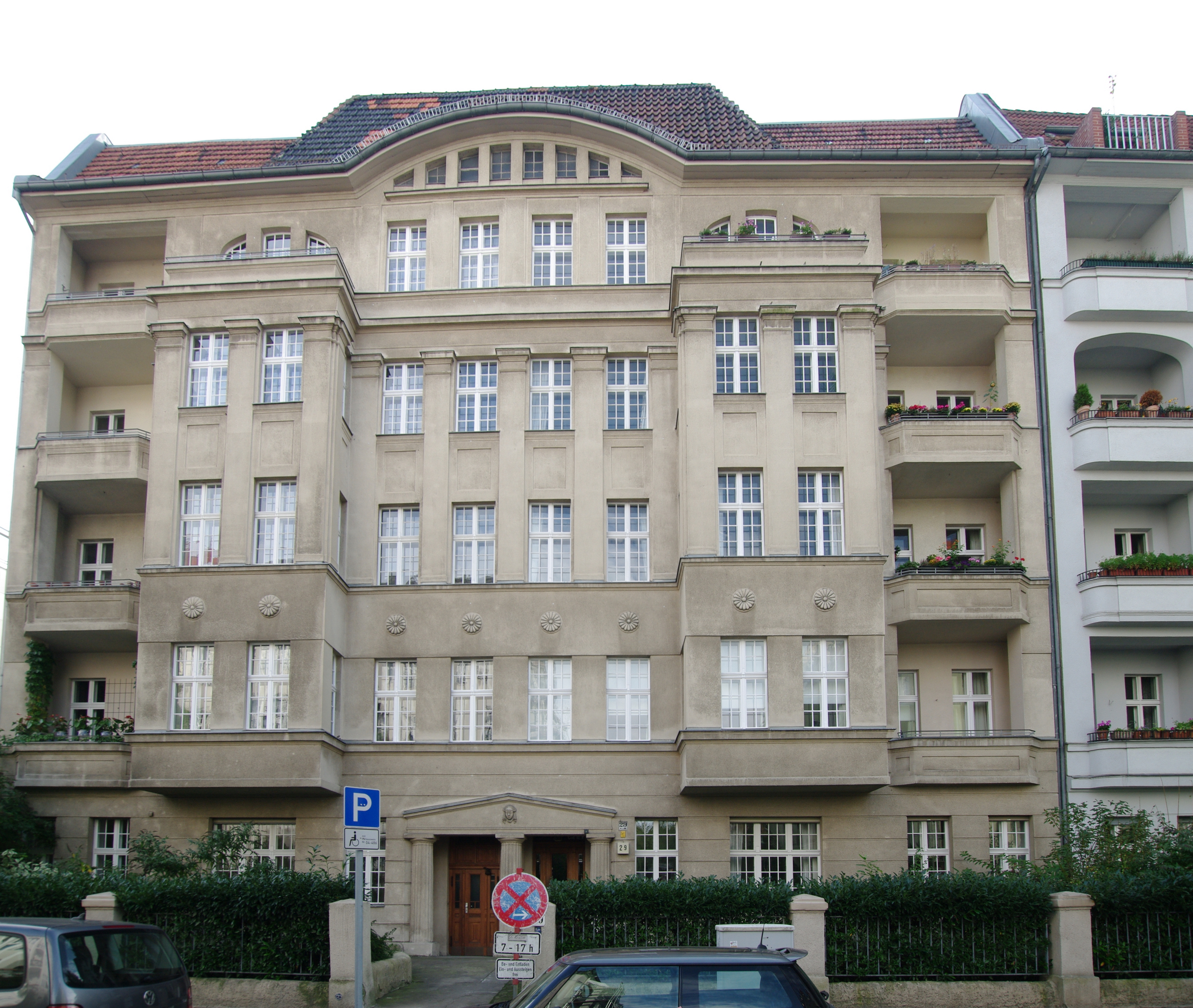
Berlin-Schöneberg, Heylstraße 29, Inge Meysel hatte dort bis 1999 im Erdgeschoss eine Wohnung

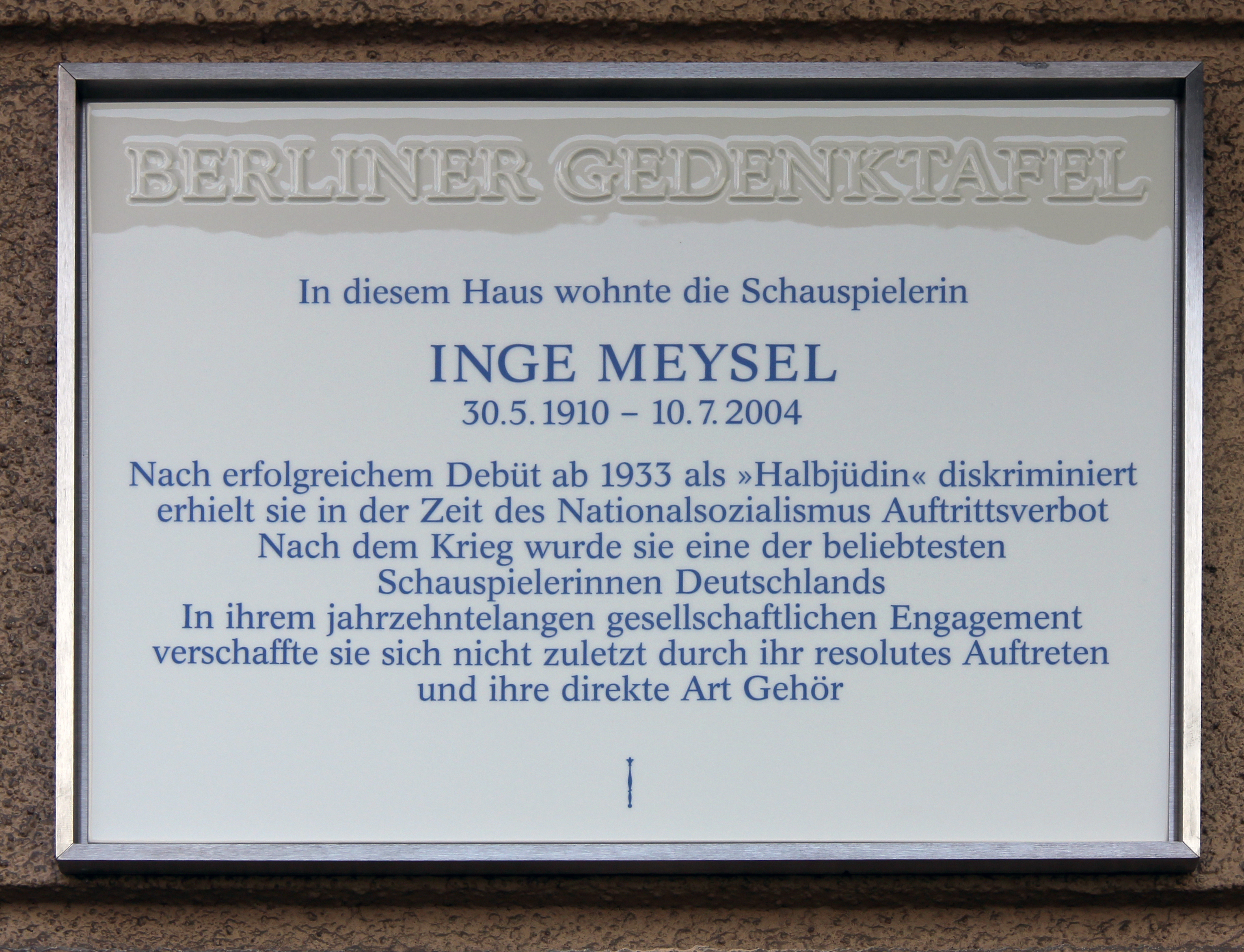
Berliner Gedenktafel am Haus, Heylstraße 29, in Berlin-Schöneberg

Zum ersten Mal stand Inge Meysel im Alter von drei Jahren in der Oper Hänsel und Gretel als Engel auf der Bühne. Ab 1927 nahm sie Unterricht an der Schauspielschule von Lucie Höflich und Ilka Grüning. Ihr Debüt gab sie 1930 in Zwickau in der Erstaufführung von Penzoldts Etienne und Luise.
In der Zeit von 1933 bis 1945 hatte Inge Meysel als „Halbjüdin“ Auftrittsverbot. Ein religiöses Bekenntnis der Schauspielerin ist nicht dokumentiert. Meysel ging in die noch Freie Stadt Danzig und arbeitete dort als Telefonistin und technische Zeichnerin.
In der ersten Hamburger Theaterinszenierung nach dem Zweiten Weltkrieg spielte sie 1945 in der St. Johanniskirche in Hugo von Hofmannsthals Jedermann neben Ida Ehre und Werner Hinz. Im selben Jahr kam die 35-Jährige zu Willy Maertens ans Thalia Theater in Hamburg. Hier wurde sie bald eine anerkannte Charakterdarstellerin. Ein großer Erfolg wurde 1952 die deutsche Erstaufführung Die tätowierte Rose von Tennessee Williams mit Ingrid Andree, Klaus Kammer und Wolfgang Wahl als Partner unter der Regie von Leo Mittler. Ihre Rollen in Meine beste Freundin von John van Druten spielte sie 1955 dann zudem am Theater am Kurfürstendamm in Berlin unter der Regie von Erik Ode mit Alice Treff und Harald Juhnke als Partner und 1955 spielte sie in Die Heiratsvermittlerin von Thornton Wilder zunächst an den Städtischen Bühnen Essen und danach mit Hanns Lothar als Partner auch in Hamburg.
1957 wurden drei Theaterinszenierungen mit ihr und Kollegen wie Ernst Schröder, Brigitte Grothum, Ingeborg Körner, Horst Keitel und Jan Hendriks im Rahmen deutschen Kulturaustausches auf Tournee nach Südamerika geschickt. Da ihr Lebensgefährte, der Regisseur John Olden, sie begleiten wollte, waren sie genötigt, kurz vor Reisebeginn zu heiraten.
Die Uraufführung des Berliner Volksstückes Das Fenster zum Flur (Regie: Erik Ode) von Horst Pillau und Curth Flatow am 20. Januar 1960 am Hebbeltheater in Berlin machte sie zum Theaterstar. Diese Rolle, welche die Starkomikerin Grethe Weiser abgelehnt hatte, brachte ihr den Beinamen „Mutter der Nation“ ein. Sie spielte die Rolle der Portierfrau Anni Wiesner auch 1961 in der Verfilmung Ihr schönster Tag (Regie Paul Verhoeven) jeweils mit Rudolf Platte.
In den 1970er Jahren spielte sie unentwegt Theater und hatte 1974 mit der Titelrolle in Rolf Hochhuths Bühnenstück Die Hebamme unter der Regie von Wolfgang Spier am Theater am Kurfürstendamm Berlin erneut einen Erfolg. Ein Theatererfolg wurde 1980 am Ernst-Deutsch-Theater in Hamburg ihre Darstellung einer bösen, intriganten und harten Frau in Maxim Gorkis Drama Wassa Schelesnowa unter der Regie von Karl Paryla. Mit dem Stück ging sie auch auf Theatertournee und es wurde fürs Fernsehen aufgezeichnet. Ihre letzte Theaterrolle in Teures Glück spielte sie zwischen 1985 und 1996 über 800 mal auf Tournee und Gastspielen.

### Film, Fernsehen und Hörspiel
1932 gab Meysel ihr Filmdebüt Großstadtnacht in einer Nebenrolle als Schülerin in einem Mädchenpensionat. Seit 1949 wirkte sie kontinuierlich in über 130 Film- und Fernsehproduktionen. Bundesweit bekannt wurde sie vor allem in der Rolle der Käthe Scholz in der Fernsehreihe Die Unverbesserlichen, die von 1965 bis 1971 einmal jährlich am Muttertag ausgestrahlt wurde. In zwei Vorabendserien der sechziger Jahre, Gertrud Stranitzki (1966–1968) und Ida Rogalski (1969–1970), spielte sie weiterhin das Rollenfach einer Mutter mit Alltagsproblemen.
Zu Beginn der 1980er-Jahre spielte sie in Der rote Strumpf (1981) unter der Regie von Wolfgang Tumler nochmals eine Hauptrolle in einem Film. Von 1982 bis 1991 spielte sie in der komödiantischen Krimireihe Mrs. Harris die Putzfrau Ada Harris. Sie spielte ab den 1990er-Jahren zunehmend auch unsympathische oder widerborstige alte Frauen. Das damals erstmals in einer breiteren Öffentlichkeit diskutierte Thema der Demenz prägte einige ihrer letzten Rollen, so unter anderem die 70-jährige Sophia in Claudia Prietzels Filmdrama Das vergessene Leben (1998), die jüdischstämmige Ruth Levenstein in Detlef Rönfeldts Die Liebenden vom Alexanderplatz (2001) und die Oma Kampnagel in mehreren Folgen der Ermittler Küppers und Möller innerhalb der ARD-Krimireihe Polizeiruf 110 (1995 bis 2004).
Ab 1945 betätigte sie Meysel auch als Hörspielsprecherin, vorwiegend für den NWDR Hamburg bzw. ab 1956 für dessen Rechtsnachfolger, den NDR.

### Gesellschaftspolitisches Engagement
Ihren ersten öffentlichen Auftritt hatte Inge Meysel 1925 mit einer Rede gegen die Todesstrafe auf einer Kundgebung der Berliner Jungdemokraten. Auch an Protesten gegen den Paragraphen 218 beteiligte sie sich bereits in dieser Zeit. Ende der zwanziger Jahre wechselte sie zu den Jungsozialisten. „Die Jungdemokraten, Burmeister, Lilo Linke und andere, das war mein Freundeskreis! Aber politisch gehörte ich zu den Jungsozialisten.“ (Inge Meysel). Meysel war außerdem eine bekennende Naturistin.
1972 unterstützte sie den Wahlkampf von Willy Brandt und 1978 gehörte sie neben Alice Schwarzer und acht weiteren Frauen zu den Klägerinnen im sogenannten „Sexismus-Prozess“ gegen den Stern. 1981 lehnte sie das Bundesverdienstkreuz ab, weil es keinen Orden wert sei, dass jemand „sein Leben anständig gelebt hat“. Den Kampf gegen AIDS unterstützte sie durch mehrere Auftritte bei Benefizveranstaltungen. Bereits 1985 trat Meysel beim ersten großen, von Rosa von Praunheim organisierten AIDS-Benefiz in Deutschland im Berliner Tempodrom auf. Das, wie auch ihre offene und direkte Art, machte sie bei Schwulen und Lesben beliebt.
Im Januar 1987 sprach sie in einem Interview in der Emma über ihre gleichgeschlechtliche Erfahrung: „Männer waren gestrichen, bis 21. Aber da hatte ich schon längst eine Liebesbeziehung zu einer Frau. Mit einer Kollegin. […] Ich glaube, dass viele Frauen […] merken, dass ihr Zärtlichkeitsbedürfnis durch eine Frau besser ausgefüllt wird.“ Dies war jedoch nicht die erste Wortmeldung zu dem Thema, denn schon 1975 sprach sie in einer Theater-Talk-Show nach dem Format des „Heißen Stuhls“ im Hamburger Malersaal über ihr gleichgeschlechtliches Erlebnis. In die Schlagzeilen und somit in eine breitere Öffentlichkeit kam es aber erst ab den 1990ern. 1995 outete sie den damaligen Tagesschau-Sprecher Wilhelm Wieben, indem sie in einem Interview mit dem Stern erklärte: „Eigentlich habe ich nur schwule Freunde. Ich verreise zum Beispiel gerne mit Wilhelm Wieben.“ Er verübelte Meysel dies allerdings nicht und stimmte gegenüber dem Stern einer Veröffentlichung der Interviewpassage ausdrücklich zu.
Vier Jahre zuvor trat sie als prominentes Mitglied für die Deutsche Gesellschaft für Humanes Sterben in Erscheinung. Politisch setzte sie sich jahrzehntelang für die SPD ein, später auch für die ehemalige Bundestagsabgeordnete Angela Marquardt (damaliges Mitglied der PDS, inzwischen SPD), die sie finanziell beim Studium unterstützte.

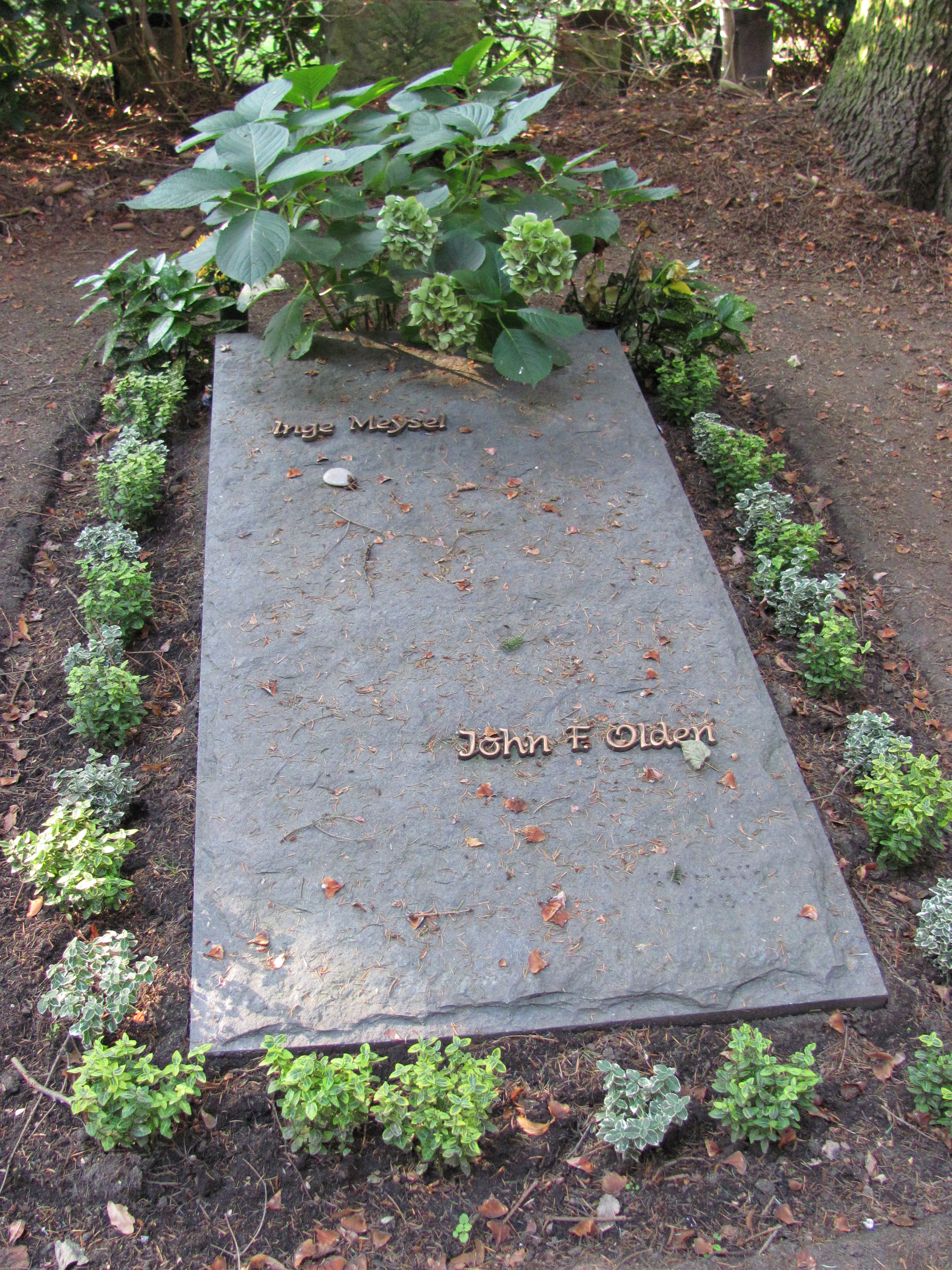
Grab von Inge Meysel auf dem Ohlsdorfer Friedhof (2011)

### Letzte Jahre
Der „erbitterte Kampf“ gegen die Erhöhung eines Deiches zum Hochwasserschutz vor ihrem Haus machte ab 1999 Schlagzeilen, da ihr damit der Blick auf die Elbe verbaut würde. Der „quirligen Seniorin soll ein Deich vor ihren Luxusbungalow mit Panoramablick zur Elbe gesetzt werden“, womit sie nicht einverstanden war. Nach ihrem Tod entschied das Niedersächsische Oberverwaltungsgericht 2011, dass die Deicherhöhung rechtmäßig ist.
Inge Meysel litt offenbar seit 2003 an Altersdemenz, spielte aber noch im Frühjahr 2003 in einer Folge von Polizeiruf 110 mit, wo sie mit 92 Jahren die hochbetagte resolute „Oma Kampnagel“ darstellte. Ende April 2004 zog sie sich einen komplizierten Trümmerbruch des rechten Oberschenkels zu, der in einer Notoperation mit einem Hüftgelenksmarknagel stabilisiert wurde.
Inge Meysel starb am 10. Juli 2004 im Alter von 94 Jahren in ihrem Haus im Ortsteil Bullenhausen der niedersächsischen Gemeinde Seevetal. Ihre Urne wurde am 23. Juli 2004 in Hamburg auf dem Friedhof Ohlsdorf neben ihrem 1965 verstorbenen Ehemann John Olden beigesetzt.

## Ehrungen
Im Jahr 1975 erhielt Inge Meysel vom Berliner Regierenden Bürgermeister Klaus Schütz als Anerkennung ihrer Leistungen eine wertvolle Porzellanschale aus der Königlichen Porzellan-Manufaktur Berlin. Einige Jahre später, 1991 überreichte man ihr die Ernst-Reuter-Plakette.
Am langjährigen Wohnhaus der Schauspielerin in Berlin-Schöneberg, Heylstraße 29, ließ der Senat von Berlin am 10. Juli 2014 eine Berliner Gedenktafel anbringen.

## Filmografie

### Kino (Auswahl)
- 1932: Großstadtnacht
- 1949: Liebe 47
- 1950: Meine Nichte Susanne
- 1950: Schatten der Nacht
- 1950: Taxi-Kitty
- 1950: Der Fall Rabanser
- 1951: Sensation in San Remo
- 1951: Engel im Abendkleid
- 1951: Die Dubarry
- 1951: Kommen Sie am Ersten
- 1952: Tanzende Sterne
- 1952: Die Stimme des Anderen
- 1955: Des Teufels General
- 1955: Wunschkonzert
- 1956: Uns gefällt die Welt
- 1956: Ein Mann muß nicht immer schön sein
- 1957: Dr. Crippen lebt
- 1958: Das Mädchen vom Moorhof
- 1958: Immer die Radfahrer
- 1958: Nasser Asphalt
- 1958: Bobby Dodd greift ein
- 1959: Rosen für den Staatsanwalt
- 1959: Liebe verboten – Heiraten erlaubt
- 1961: Im 6. Stock
- 1961: Blond muß man sein auf Capri
- 1961: Ihr schönster Tag
- 1964: Ein Frauenarzt klagt an
- 1981: Der rote Strumpf

### Fernsehen (Auswahl)
- 1959: Kabale und Liebe
- 1960: Das Fenster zum Flur
- 1961: Schau heimwärts, Engel
- 1962: Der Biberpelz
- 1962: Der rote Hahn
- 1963: Stadtpark
- 1964: Eines schönen Tages
- 1964: Der Prozeß Carl von O.
- 1965: Die fünfte Kolonne (Fernsehserie, Folge Tivoli)
- 1965: Die eigenen vier Wände
- 1965–1971: Die Unverbesserlichen
- 1966–1968: Gertrud Stranitzki (Fernsehserie, 13 Folgen)
- 1967: Wenn der junge Wein blüht
- 1969: Die Ratten
- 1969–1970: Ida Rogalski (Fernsehserie, 13 Folgen)
- 1969: Weh’ dem, der erbt
- 1970: Keiner erbt für sich allein
- 1971: Kinderheim Sasener Chaussee (Fernsehserie, 6 Folgen)
- 1971: Orpheus in der Unterwelt
- 1974: Eine geschiedene Frau (Fernsehserie, 6 Folgen)
- 1977: Endstation Paradies
- 1979: St. Pauli-Landungsbrücken (Fernsehserie)
- 1980: Bühne frei für Kolowitz
- 1981: Die kluge Witwe
- 1982: Mrs. Harris: Ein Kleid von Dior
- 1983: Wie war das damals?
- 1984: Die Dame und die Unterwelt
- 1984: Wassa Schelesnowa
- 1984: Das Geschenk
- 1984: Mrs. Harris: Freund mit Rolls-Royce
- 1985: Grenzenloses Himmelblau
- 1985: Die Krimistunde (Fernsehserie, Folge 14, Episode: Der Gemeinschaftsanschluß)
- 1985: Derrick (Fernsehserie, Folge Schwester Hilde)
- 1986: Mrs. Harris: Der geschmuggelte Henry
- 1986: Vertrauen gegen Vertrauen
- 1987: Mrs. Harris fährt nach Moskau
- 1988: Neapel sehen und erben
- 1988: Spätes Glück nicht ausgeschlossen
- 1989: Mrs. Harris fährt nach Monte Carlo
- 1989: Ein Heim für Tiere (Fernsehserie, eine Folge)
- 1989: Der Alte (Fernsehserie, Folge Der Augenblick der Rache)
- 1990: In inniger Feindschaft
- 1990: Die Richterin
- 1990: Kein pflegeleichter Fall
- 1991: Mrs. Harris und der Heiratsschwindler
- 1991: Taxi nach Rathenow
- 1995–2001: Heimatgeschichten
- 1995: Polizeiruf 110: 1A Landeier
- 1995: Polizeiruf 110: Roter Kaviar
- 1996: Polizeiruf 110: Kurzer Traum
- 1997: Polizeiruf 110: Gänseblümchen
- 1997: Forsthaus Falkenau (Fernsehserie, Folge Überraschungen)
- 1996: Babuschka – TV-Film von Petra Haffter
- 1997: Guppies zum Tee
- 1998: Das vergessene Leben
- 1999: Die blauen und die grauen Tage
- 1999: Großstadtrevier (Fernsehserie, Folge Diamantenfieber)
- 2000: Oh Tannenbaum
- 2000: Tatort: Blaues Blut
- 2001: Die Liebenden vom Alexanderplatz
- 2004: Polizeiruf 110: Mein letzter Wille

## Theater (Auswahl)
- 1930: Charleys Tante – Stadttheater Zwickau
- 1930: Die Quadratur des Kreises – Stadttheater Zwickau
- 1930: Die Sache, die sich Liebe nennt – Stadttheater Zwickau
- 1931: Minna von Barnhelm – Stadttheater Zwickau
- 1932: Fräulein Frau – Renaissance-Theater Berlin
- 1932: Tiefstapler – Schauspielhaus Leipzig
- 1932: Diktatur der Frauen – Schauspielhaus Leipzig
- 1932: Rauhnacht – Schauspielhaus Leipzig
- 1933: Frühlingsfee – Schauspielhaus Leipzig
- 1933: Komödie der Irrungen – Schauspielhaus Leipzig
- 1945: Jedermann – St. Johanniskirche Hamburg
- 1946: Tartuffe – Thalia Theater Hamburg
- 1948: Also gut! Lassen wir uns scheiden – Thalia Theater Hamburg
- 1948: Das unterschlug Homer – Thalia Theater Hamburg
- 1948: Seit Adam und Eva – Thalia Theater Hamburg
- 1948: Der Hauptmann von Köpenick – Thalia Theater Hamburg
- 1949: Ich brauche dich – Thalia Theater Hamburg
- 1950: Madame Sans-Géne – Thalia Theater Hamburg
- 1951: Mein Freund Harvey – Thalia Theater Hamburg
- 1952: Die tätowierte Rose – Thalia Theater Hamburg
- 1952: Lady Windermeres Fächer – Thalia Theater Hamburg
- 1953: Die Stützen der Gesellschaft – Thalia Theater Hamburg
- 1953: Bärenhäuter – Thalia Theater Hamburg
- 1954: Picnic – Thalia Theater Hamburg
- 1954: Ulla Winblad – Thalia Theater Hamburg
- 1954: Meine beste Freundin – Thalia Theater Hamburg
- 1955: Meine beste Freundin – Komödie am Kurfürstendamm Berlin
- 1955: Die Heiratsvermittlerin – Schauspiel Essen
- 1955: Die Heiratsvermittlerin – Thalia Theater Hamburg
- 1956: Ein Mann für Jenny – Komödie am Kurfürstendamm Berlin
- 1957: Die Hose, Ein Mann für Jenny, Ich brauche dich – Südamerika-Tournee (Rio de Janeiro/Buenos Aires/Montevideo/Porto Alegre/São Paulo)
- 1960: Das Fenster zum Flur – Hebbeltheater Berlin
- 1963: Die Frau im Morgenrock – Hebbeltheater Berlin
- 1965: Die Ratten – Hebbeltheater Berlin
- 1966: Wenn der junge ein blüht – Thalia Theater Hamburg
- 1966: Schwester George muß sterben – Berliner Theater
- 1971: Schmetterlinge sind frei – Renaissance-Theater Berlin
- 1971: Orpheus in der Unterwelt – Staatsoper Hamburg
- 1972: Ehekarussell – Tournee
- 1972: Die liebe Familie – Fritz Rémond Theater Frankfurt am Main
- 1973: Komm zurück kleine Sheba – Tournee
- 1974: Die Hebamme – Theater am Kurfürstendamm Berlin
- 1976: Harold und Maude – Ernst-Deutsch-Theater Hamburg
- 1979: Wie immer am Donnerstag – Ernst-Deutsch-Theater Hamburg
- 1980: Wassa Schelesnowa – Ernst-Deutsch-Theater Hamburg und Tournee
- 1985–1996: Teures Glück – Tournee und Gastspiele

## Hörspiele (Auswahl)
- 1933: Lampion küsst Mädchen und kleine Birken
- 1945: Carl Zuckmayer: Der Hauptmann von Köpenick – Bearbeitung und Regie: Helmut Käutner
- 1946: Molière: Tartuffe (Dorine) – Regie: Otto Kurth
- 1946: André Birabeau: Mein Sohn, der Herr Minister (Schauspielerin) – Regie: Ludwig Cremer
- 1946: Heinrich Spoerl: Der Maulkorb (Paula Pulvermann) – Regie: Ludwig Cremer
- 1947: Paul Osborn: Der Himmel wartet (Demetria Riffle) – Regie: Günther Schnabel
- 1947: George Abbott, John Cecil Holm: Hoppe Hoppe Reiter (Audrey) – Regie: Gustav Burmester
- 1947: Kurt Reiss: Der Hexer. Ein beinahe krimineller Funkakt (Gräfin De/Dame) – Regie: Kurt Reiss
- 1948: Dylan Thomas: Unter dem Milchwald – Regie: Götz Fritsch, Douglas Cleverdon, Fritz Schröder-Jahn
- 1948: Karel Čapek: Offerte in Jahrhunderten (Luise Denker, seine Frau) – Regie: Gustav Burmester
- 1948: Johann Wolfgang von Goethe: Reineke Fuchs (Sprecherin) – Regie: Ludwig Cremer
- 1948: Arnold Ridley: Der Geisterexpreß – Regie: Fritz Schröder-Jahn
- 1949: Dieter Rohkohl: Das Leben geht weiter (Eschebek) – Regie: Fritz Schröder–Jahn
- 1950: Ernst Schnabel: Ein Tag wie morgen. 1. Februar 1950. Die Summe aus 80.000 Tagebüchern (Penelope) – Redaktion und Regie: Fritz Schröder–Jahn
- 1950: Ellen Fechner, Jan Petrie: Schlüssel-Komödie (Kitty, Franks Braut) – Regie: Fritz Schröder-Jahn
- 1950: Oscar Wilde: Die tödlichen Sterne. Eine Komödie für den Rundfunk frei nach Oscar Wilde (Frau Margit Henrichs) – Regie: Fritz Schröder-Jahn
- 1950: Josef Martin Bauer: Der gerechte Herr Boll (Fräulein Scharf) – Regie: Fritz Schröder-Jahn
- 1951: Günter Eich: Träume (Nachbarin/3. Traum) – Regie: Fritz Schröder-Jahn
- 1951: Herbert Dührkopp: Der Teufel fährt im D-Zug mit (Eine Dame) – Regie: Fritz Schröder-Jahn
- 1951: Herbert Reinecker, Christian Bock: Vater braucht eine Frau (Fräulein Martini) – Regie: Fritz Schröder-Jahn
- 1952: Franz Joseph Pootmann: Pfandschein 1313 (Else Plüsch) – Regie: Hans Rosenhauer
- 1952: Josef Martin Bauer: Der König von Albanien (Zuleima) – Regie: Fritz Schröder–Jahn
- 1952: Josef Martin Bauer: Die Steuererklärung (Alma Pickenpack, dessen Ehefrau) – Regie: Gustav Burmester
- 1952: Wolfgang Borchert: Draußen vor der Tür (Frau Kramer) – Regie: Ludwig Cremer
- 1953: Margarethe Herold: Das Gericht zieht sich zur Beratung zurück (Folge: Der schöne Erasmus) (Juleika) – Regie: Gerd Fricke
- 1953: Nikolaj Gogol: Die Brautschau (Arina Pantelejmonowna) – Regie: Jöns Andersson
- 1953: Günter Eich: Die Mädchen aus Viterbo (Frau Winter) – Regie: Fritz Schröder-Jahn
- 1953: Marcel Pagnol: Zum goldenen Anker (3 Teile) (Honorine) – Regie: Gustav Burmester
- 1953: Truman Capote, Friedrich Forster: Die Grasharfe (Catherine) – Regie: Fritz Schröder-Jahn
- 1954: Fred von Hoerschelmann: Ich höre Namen (Fräulein Irmgard) – Regie: Fritz Schröder-Jahn
- 1954: Dylan Thomas: Unter dem Milchwald (Mrs. Dai Brot II) – Regie: Fritz Schröder-Jahn
- 1954: Joachim Friedrich Meyer: Beschlossen im Familienrat. Groteske (Frieda) – Regie: Gerda von Uslar
- 1955: Heinrich Böll: Anita und das Existenzminimum – Regie: Fritz Schröder-Jahn (NWDR 1955)
- 1955: Günter Eich: Träume (Geänderte Fassung) (Nachbarin/3. Traum) – Regie: Fritz Schröder-Jahn
- 1955: Joachim Friedrich Meyer: Die gestohlene Muse. Groteske – Regie: Gerda von Uslar
- 1955: Peter Alten: Ungelöste Rätsel der Geschichte: Die Madame Bovary vom Montparnasse – Regie: Gerda von Uslar
- 1955: Günter Eich: Zinngeschrei (Senorita Pardo) – Regie: Gustav Burmester
- vor 1956: Kurt Reiss: Hörspiele der Zeit (1): Das Ei der Columba (Pünktchen) – Regie: Kurt Reiss
- 1956: Georges Simenon: 1. Teil: Stadt im Nebel (Der Passagier vom 1. November) (Frau Rinquet) – Regie: Fritz Schröder-Jahn
- 1956: Gilbert Keith Chesterton: Der Marquis von Marne (Lady Outram) – Regie: Ludwig Cremer
- 1957: Fred von Hoerschelmann: Die verschlossene Tür (Fräulein Zwielich) – Regie: Ludwig Cremer
- 1958: Christoph Martin Wieland: Der Prozeß um des Esels Schatten (Peleias) – Bearbeitung: Friedrich Dürrenmatt; Regie: Ludwig Cremer
- 1958: Heinz–Günter Deiters: Ein Blinder geht durch die Stadt – Regie: Kurt Reiss
- 1958: Kurt Heynicke: Das neue und das alte Leben (Ehrets Mutter) – Regie: Kurt Reiss
- 1959: Adolph L’Arronge: Seinerzeit ausverkauft: Hasemanns Töchter (Albertine Hasemann, seine Frau) – Regie: Heinz-Günter Stamm
- 1959: Victorien Sardou: Seinerzeit ausverkauft: Madame Sans-Gêne. Ein Lustspiel (Cathérine, Madame Sans-Gêne) – Regie: Heinz-Günter Stamm
- 1960: Paul Mommertz: Wo ist Ruth? (Miss Chandler, Sekretärin) – Regie: Gerlach Fiedler
- 1960: Joachim Jomeyer: Die Jagd nach dem Täter: Gift (Cynthia Doran) – Regie: S. O. Wagner
- 1961: Günther Bibo, Emil Rameau: Seinerzeit ausverkauft: Die göttliche Jette. Posse mit Musik (Leopoldine, Jettes Mutter) – Regie: Heinz-Günter Stamm
- 1961: Walter Kolbenhoff: Die Jagd nach dem Täter: Die Gitarre (Dusolina) – Regie: S. O. Wagner
- 1961: Curth Flatow, Horst Pillau: Das Fenster zum Flur. Volksstück (Anni Wiesner, seine Frau) – Regie: Nicht angegeben
- 1962: Paul Lothar Seifert: Die Jagd nach dem Täter: Buchprüfer Paul Freitag (Anna Sprengel, Büglerin) – Regie: S. O. Wagner
- 1963: Inge Rudolph: Der fidele Gottesacker (Frau Dorn) – Regie: Günter Siebert
- 1965: Paula Busch: Die Wasserminna (5 Teile) (Wilhelmine, Minnas Mutter) – Regie: Otto Düben
- 1965: Edoardo Anton: Tod eines Prachtfinken (Frau Boldoni) – Regie: Cläre Schimmel
- 1966: Robert Neumann: Luise (Luise) – Regie: Rolf Hädrich
- 1967: Rino Sanders: Viderallala (Olga) – Regie: Gerlach Fiedler
- 1985: Arnold Wesker: Schatten der Vergangenheit (Mrs. Hawkins) – Regie: Heinz Dieter Köhler
- 1997: Karin Reschke: Kasperle (Die Mutige) – Regie: Rainer Clute

## Auszeichnungen
- 1961–1972: Elfmal den Bravo Otto (sechsmal in Gold, viermal in Silber und einmal in Bronze) Publikumspreis der Jugendzeitschrift Bravo
- 1965 und 1999 (für das Lebenswerk): Goldene Kamera
- 1966: Goldener Bildschirm
- 1966 und 1967: Silberner Bildschirm
- 1968, 1970–1973, 1990: Sechsmal den Bambi, Medienpreis der Hubert Burda Medien
- 1975/76: Goldener Vorhang des Berliner Theaterclubs Die Hebamme
- 1981: Bundesverdienstkreuz (die Verleihung wurde von Meysel abgelehnt[3]. Meysels Begründung: „Einen Orden dafür, dass man sein Leben anständig gelebt hat?“[19])
- 1985: Silbernes Blatt der Dramatiker-Union
- 1990: Hamburger Medaille für Kunst und Wissenschaft
- 1991: Ernst-Reuter-Plakette in Silber der Stadt Berlin
- 1995: Telestar-Sonderpreis für das Lebenswerk
- 2000: Ehrenpreis des Deutschen Fernsehpreises
- Boy-Gobert-Preis: Ehrenmaske mit Brillanten

## Schriften
- Frei heraus – Mein Leben. Beltz Quadriga, Berlin 1991. ISBN 3-88679-195-5, (Autobiographie).